# Prioritní vyhledávací strom
Prioritní vyhledávací strom je datová struktura z oboru teoretické informatiky. Jedná se o strukturu k ukládání bodů dvourozměrných, tedy položek, která kromě hlavní hodnoty mají přiřazenou ještě „prioritu““. Samotná struktura je křížencem binárního vyhledávacího stromu a prioritní fronty.
V každém uzlu stromu je uložen jednak ten z bodů jím začínajícího podstromu, který má nejmenší prioritu, jednak hlavní hodnota (nejlépe medián všech hodnot podstromu), která podřazené body rozděluje do levého (menší nebo rovné hodnoty) a pravého (větší hodnoty) podstromu.

## Vytvoření stromu
```
tree
 
construct_tree
(
data
)
 
{

  
if
 
length
(
data
)
 
>
 
1
 
{

  

    
node_point
 
=
 
find_point_with_minimum_priority
(
data
)
 
// nalezení bodu s nejnižší prioritou

    

    
reduced_data
 
=
 
remove_point_from_data
(
data
,
 
node_point
)
 
// jeho odstranění ze vstupu

    
node_key
 
=
 
calculate_median
(
reduced_data
)
 
// výpočet mediánu ze zbytku vstupních bodů

    

    
// rozdělení dat podle mediánu

    
left_data
 
=
 
[]

    
right_data
 
=
 
[]
    

   

    
for
 
(
point
 
in
 
reduced_data
)
 
{

      
if
 
point
.
key
 
<=
 
node_key

         
left_data
.
append
(
point
)

      
else

         
right_data
.
append
(
point
)

    
}

    
left_subtree
 
=
 
construct_tree
(
left_data
)

    
right_subtree
 
=
 
construct_tree
(
right_data
)

    
return
 
node
 
// vrácení podstromu

  
}
 
else
 
if
 
length
(
data
)
 
==
 
1
 
{

     
return
 
leaf
 
node
 
// zbývající bod je vracíme jako list

  
}
 
else
 
if
 
length
(
data
)
 
==
 
0
 
{

    
return
 
null
 
// prázdný 

  
}

}

```

## Vyhledávání v intervalu
Typickou úlohou v prioritním vyhledávacím stromě je nalezení bodů s omezenou nejvyšší prioritou a spadajících do patřičného intervalu hodnot.
```
points
 
search_tree
(
tree
,
 
min_key
,
 
max_key
,
 
max_priority
)
 
{

  
root
 
=
 
get_root_node
(
tree
)
 

  
result
 
=
 
[]

  

  
if
 
get_child_count
(
root
)
 
>
 
0
 
{

      

    
if
 
get_point_priority
(
root
)
 
>
 
max_priority

      
return
 
null
 
// v tomto podstromu výsledek nenajdeme

    
if
 
min_key
 
<=
 
get_point_key
(
root
)
 
<=
 
max_key
 
// je  jedním z kandidátů hodnota přímo v kořeni podstromu?

       
result
.
append
(
get_point
(
node
))

   

    
if
 
min_key
 
<
 
get_node_key
(
root
)
 
// má smysl prohledávat levý podstrom?

        
result
.
append
(
search_tree
(
root
.
left_sub_tree
,
 
min_key
,
 
max_key
,
 
max_priority
))

    
if
 
get_node_key
(
root
)
 
<
 
max_key
 
// má smysl prohledávat pravý podstrom?

        
result
.
append
(
search_tree
(
root
.
right_sub_tree
,
 
min_key
,
 
max_key
,
 
max_priority
))

      

    
return
 
result

  
else
 
{
 
// jsme v listu

    
if
 
get_point_priority
(
root
)
 
<
 
max_priority
 
and
 
min_key
 
<=
 
get_point_key
(
root
)
 
<=
 
max_key
 
// je bod v listu jedním z kandidátů?

       
result
.
append
(
get_point
(
node
))

  
}

}

```